# 静岡まつり
静岡まつり（しずおかまつり）は、静岡県静岡市において、毎年4月17日(徳川家康の命日)の前の第1金曜日から日曜日の3日間にかけて静岡駅近くの駿府城公園や市街地を中心に賑やかに開催される静岡市の都市まつりである。「駿府で徳川家康が家臣を連れて花見をした」という故事にちなみ、昭和32年から始まった「大御所花見行列」をメインにした桜の花咲く頃のお祭りとして市民に親しまれている。

## 概要
静岡まつりは、江戸時代に「廿日会祭（はつかえさい）」と呼ばれた旧暦2月20日に行われた静岡浅間神社の例祭が母体で、戦後、静岡市の観光事業として発展させ静岡を代表する祭りになったのが「静岡まつり」である。静岡浅間神社は、二千年前に創建され駿府国総社とあおがれ、境内には幾つもの神様が同居している伝統ある神社である。神部神社の大国主命（おおくにぬしのみこと）、浅間神社の木花咲耶耶姫命（このはなさくやひめのみこと）、大歳御祖神社（おおとしみおや）の大歳御祖命、そして麓山神社（はやま）の大山祇神（おおやまつみのかみ）の神社である。神部神社は、国造りの神で国納めの守り神として、家康をはじめとする駿府の歴代の為政者から信仰を受けてきた。廿日会祭は、神部への奉納行事として生まれた祭りである。
家康は、当時、駿府の城下を江戸に負けない政治の中心とする為の町づくりに励んでいた。街並みを九十六町に分割し、京都の街並みのように碁盤の目に道路を区切った。戦火で焼け落ちた浅間神社を建替えて、町民のよりどころとしたが、何かが足りないと考えた。そして考え付いたのが、町民の心を奮い立たせる祭だった。大御所の家康が建穂神社（たきよう）を訪れたとき、子ども達が舞楽奉納するのを見て気に入り、「これを浅間神社に毎年2月20日に奉納するように」と決めた。以降、「廿日会祭」と名付けられ、駿府の城下を賑わすお祭りとなった。
歴史ある廿日会祭も、過去に二度中断した時期がある。一度目は、明治維新の時で明治28年（1895年）に復活し、この時、桜の咲く暖かい4月の開催に変更された。二度目は、太平洋戦争の時の7年間の中断であった。その後、昭和32年（1957年）、今までの祭りとはかけ離れた「静岡まつり」に変貌した、神事色を一掃し、人集めの行事にと衣替えした。昭和32年に第1回大会を開催し、以後、平成23年（2011年）と令和2年（2020年）（新型コロナウイルス感染症防止）を除き毎年行われ、桜の時期のイベントとして市民に定着している。
昭和32年（1957年）に第1回大会を開催し、以後、平成23年（2011年）と令和2年（2020年）（新型コロナウイルス感染症防止）を除き毎年行われ、桜の時期のイベントとして市民に定着している。
平成6年（1994年）開催の第40回大会からは、祭りは「見る（静）」から「参加（動）」の祭りと変わり、新たに「夜桜乱舞」と「駿府登城行列」が開始され、会場である静岡市街や駿府城公園では多くの観覧客でにぎわった。祭りは家康を前面に出して、行列を主体にする構成にした。京都の「時代まつり」を参考にして、京都府から衣装と小道具などを借り、衣装の着方から小道具の使い方の指導を受け、「大御所花見行列」が出来上がった。当初は、総勢200人を超す行列には、市長、市議、市民の代表などが加わり、沿道は大勢の見物客でにぎわった。
通常毎年4月の第1金曜日から3日間で行われるが、暦の関係上3月末から始まる場合もある（3月31日～4月6日の中で金曜日にあたる日を1日目とする）。また、静岡浅間神社の廿日会祭と呼応して行われ、静岡まつりの主な開場としては駿府城会場、青葉会場、追手町会場の3会場で開催される。

## 開催内容
静岡まつりは「五つの物語」で構成されている

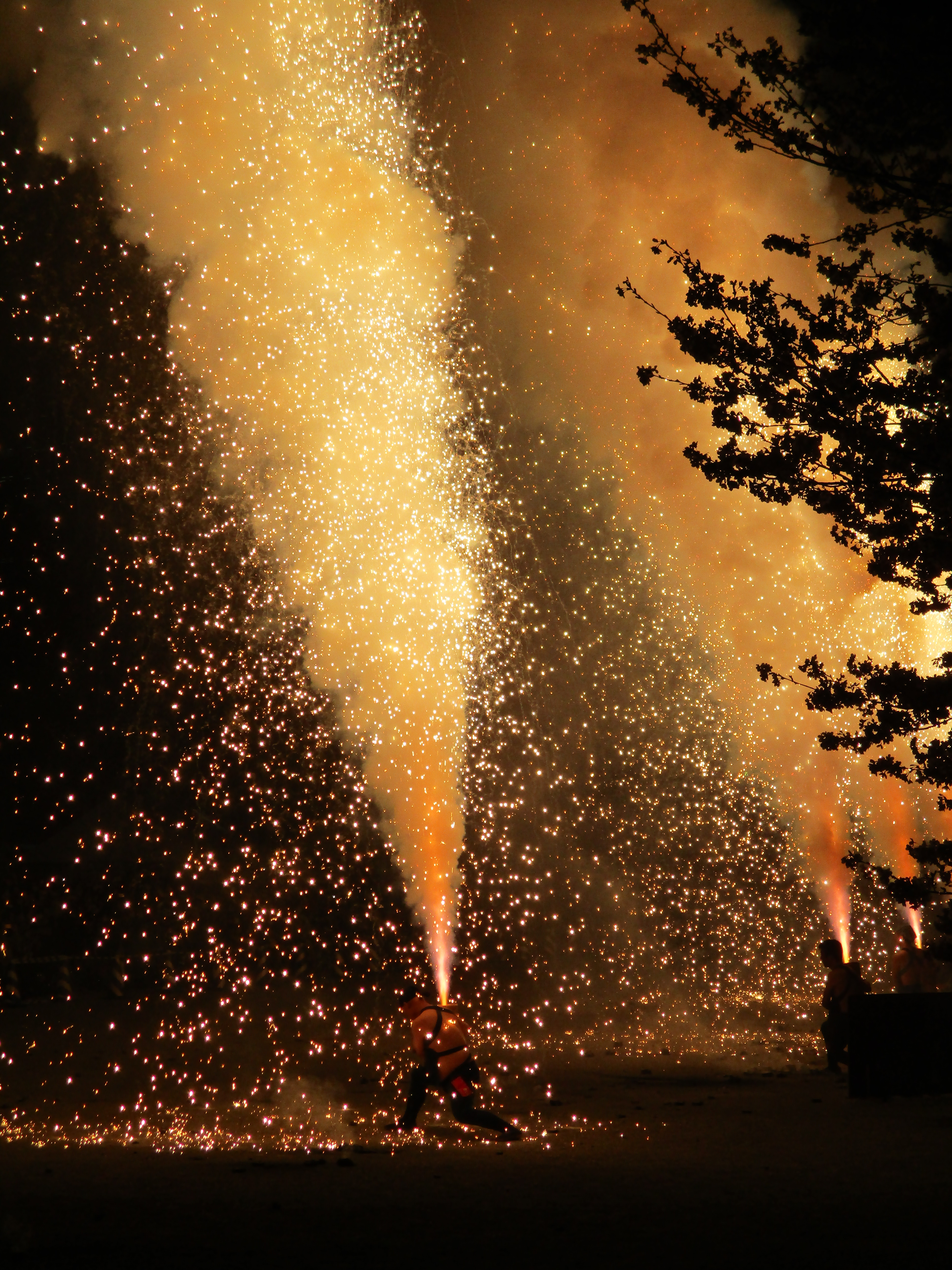
大御所観覧手筒花火（2023年）

- 一、 「前夜まつり」 -  大御所（徳川家康）に仕える家臣団結成の儀（1日目 駿府城会場 駿府大演舞場）、大御所が花見に行こうと呼びかける、市民が大御所の家臣団として結成の儀を行う[3]。数百のスカイランタンが打ち上げられる[3]。

- 二、 「駿府登城行列」 - 大御所の呼び掛けに応えて駿府城を目指す（2日目 伊河麻神社、青葉開場、駿府城会場）、大御所主催の花見に招かれた町民が、大御所への献上品を持ち戦国武将、忍者、小町、町人、農民など時代衣装で駿府城へ行列する[3]。

- 三、 「大御所花見行列」 - 大御所とともに花見に出かける（2・3日目 駿府城会場、追手町会場、浅間神社、青葉会場）、大御所役には男性有名人（主に俳優）が扮する（計2名）[3]。御台所（みだいどころ）役は、毎年公募によって、静岡県外在住を含む静岡市出身者から選ばれる（以前は女優が扮していた）[3]。以前は「しずおかクイーン」(旧「ミスしずおか」)が担当していたが、平成24年（2012年）に「しずおかクイーン」が終了となって以降は主に公募によって上ろう役二名と合わせて選ばれる[3]。「しずおかクイーン」終了後の御台所役として、静岡市出身である桃華絵里が御台所を務めたことがある[3]。竹千代役は市内の小学生（男女不問）からオーディションで選ばれる[3]。

- 四、 「夜桜乱舞・城下さくら踊り」 - 花見の宴を盛り上げる（2・3日目 追手町会場他）、参加者が大御所・徳川家康が開いた花見の宴を盛り上げるため、市役所前の大通りを舞う市民参加型の総踊りである[3]。

- 五、 「大御所観覧手筒花火」 - 天下に戦国時代の終焉を告げる（2・3日目 駿府城会場）、慶長18年（1613年）、徳川家康は駿府城で日本で初めて花火を見た[3]。戦国時代を終わらせ、火薬を平和利用にと家康が花火を推薦したといわれている[3]。

### 開催会場
会場となるのは、駿府城公園には駿府城会場、静岡市中心街には青葉会場と追手町会場などが設けられ、様々なまつりが繰り広げられ多くの人々で賑わう。
- 駿府城会場 - 駿府大演舞場（前夜祭り・夜桜デモンストレーター・発式）、駿府屋台村、駿府城下町（花魁道中・変身処・はしごのり）、東御門、子ども夢広場、駿府小町茶屋、火縄銃・手筒花火、和太鼓演奏、本陣案内処[3]。
- 青葉会場 - 竹千代ワールド、子ども屋台処、安倍の市、おだっくい屋台処、シン・玉川座（青葉ステージ）、展示処（交通手段の発展）、駿府子ども瓦版屋、案内処[3]。
- 追手町会場 - 夜桜乱舞（総踊り・城下さくら踊り）[3]。
- 静岡浅間神社 - 古くから駿河の多くの人々の信仰を受けた神社で、家康の崇敬を受け、江戸幕府からも保護された[3]。静岡まつりでは、大御所花見行列のコースとなっており、大御所が家臣とともに訪れ大拝殿前の舞殿に上がり参拝する[3]。
- 静岡大河ドラマ館 - 静岡浅間神社の境内にあり、NHK大河ドラマ「どうする家康」の撮影で使用された衣装や小道具などが展示され、駿府と家康とのつながりなどを映像で紹介している[3]。
- 静岡市歴史博物館 - 2023年1月にグランドオープンされ、古代からの静岡の歴史、今井氏の歴史と家康の一生、駿府城と駿府城下町、東海道の歴史などが展示されている[3]。

### 大御所花見行列

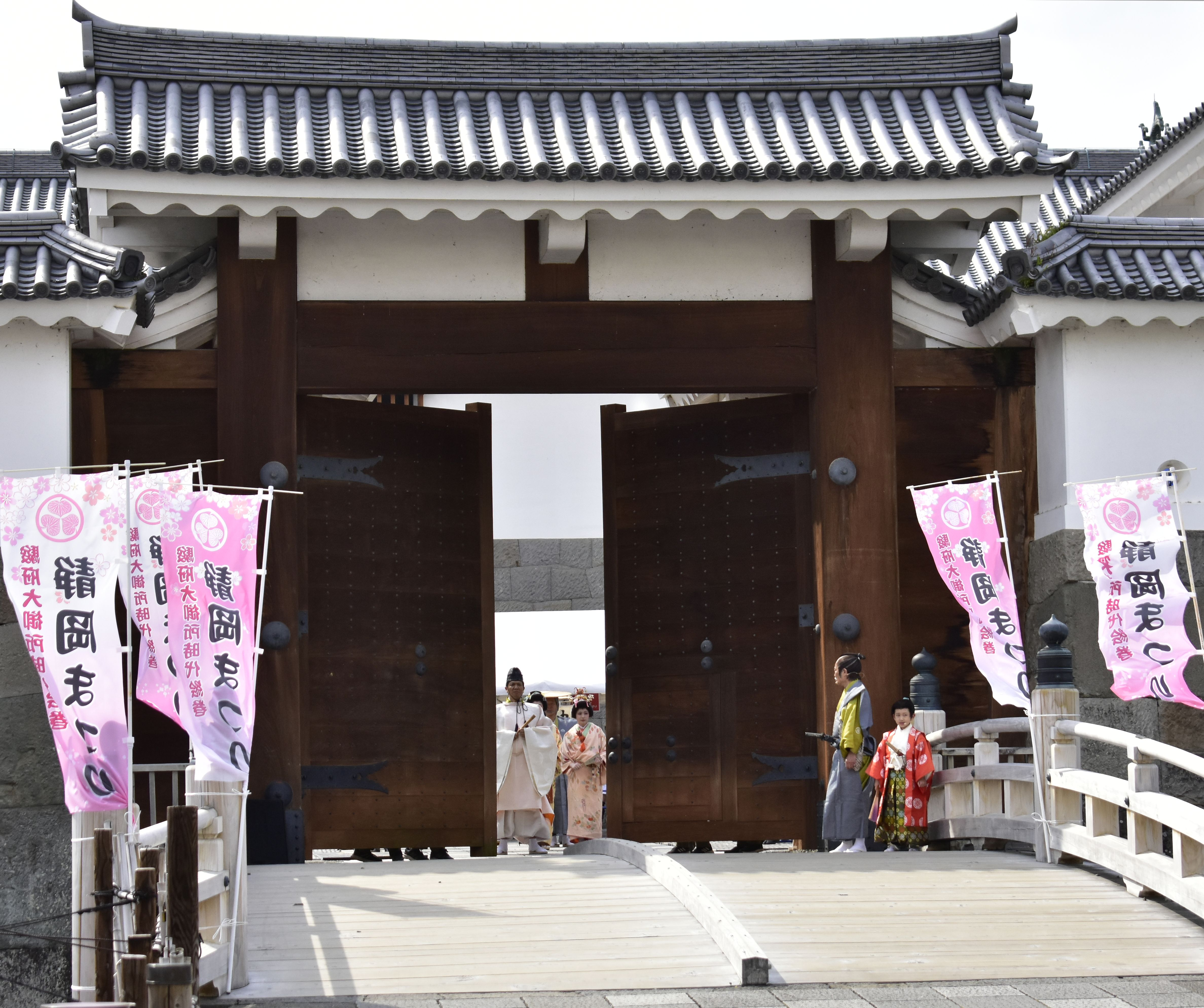
開門式（2023年）

花見行列は、徳川家康にゆかりのある御台所や大名を引き連れて、大御所（家康）の号令のもと駿府城下を練り歩く。城下の所々では、一般参加者がそれぞれの時代の装束を身にまとい、各種パフォーマンスが繰り広げられる。行列は2・3日目の土・日曜日に開催され、土曜日は駿府城の大演舞場で「出発式」が行われ、大御所・御台所などが行列の出発の号令をかける。続いて土・日曜日は「開門式」が行われ、駿府城の東御門が大御所の号令により開門され大御所花見行列（竹千代が日曜日に登場する）が出発する。行列のコースは、東御門出発から市役所前を通り浅間神社を訪れ、大拝殿前の舞殿に上がり参拝する。浅間神社は、家康の崇敬をうけた駿河国の総社で、静岡の町の基となった神社である。尚、当日が雨天の場合は、行列は中止され、静岡市役所本館で大御所お披露目会が行われる。
- 大御所
- 今川義元と竹千代
- 寿桂尼[5]

大御所役（2・3日目）
| 開催年           | 2日目      | 3日目      | 開催年           | 2日目    | 3日目      | 開催年           | 2日目      | 3日目      |
| ---------------- | ---------- | ---------- | ---------------- | -------- | ---------- | ---------------- | ---------- | ---------- |
| 1995年（第41回） |            |            | 2005年（第51回） | 金子貴俊 | 加藤茶     | 2016年（第61回） | 山下真司   | 杉本彩     |
| 1996年（第42回） | 加藤剛     | 小嶋善吉   | 2006年（第52回） | 太川陽介 | 大和田伸也 | 2017年（第62回） | 田村亮     | 国広富之   |
| 1997年（第43回） | 榎木孝明   | 黒沢年男   | 2007年（第53回） | 宇梶剛士 | 渡辺徹     | 2018年（第63回） | 寺島進     | 泉谷しげる |
| 1998年（第44回） | 伊吹吾朗   | 若林豪     | 2008年（第54回） | 沢村一樹 | 萩原流行   | 2019年（第64回） | 間寛平     | 磯村勇斗   |
| 1999年（第45回） | 羽賀研二   | 藤岡弘、   | 2009年（第55回） | 杉浦太陽 | 松方弘樹   | 2021年（第65回） | 加藤諒     | 前川泰之   |
| 2000年（第46回） | 勝野洋     | 渡辺裕之   | 2010年（第56回） | 筧利夫   | 錦野旦     | 2022年（第66回） | 鈴木福     | 保阪尚希   |
| 2001年（第47回） | 野村将希   | あおい輝彦 | 2012年（第57回） | 中尾明慶 | 中尾彬     | 2023年（第67回） | 田中直樹   | 別所哲也   |
| 2002年（第48回） | 梅沢富美男 | 角田信朗   | 2013年（第58回） | 金子昇   | 江守徹     | 2024年（第68回） | ISSA       | 宍戸開     |
| 2003年（第49回） | 照英       | 舞の海秀平 | 2014年（第59回） | 大沼啓延 | 風間トオル | 2025年（第69回） | つるの剛士 | 飯尾和樹   |
| 2004年（第50回） | 加勢大周   | 石原良純   | 2015年（第60回） | 松田悟志 | 西郷輝彦   |                  |            |            |

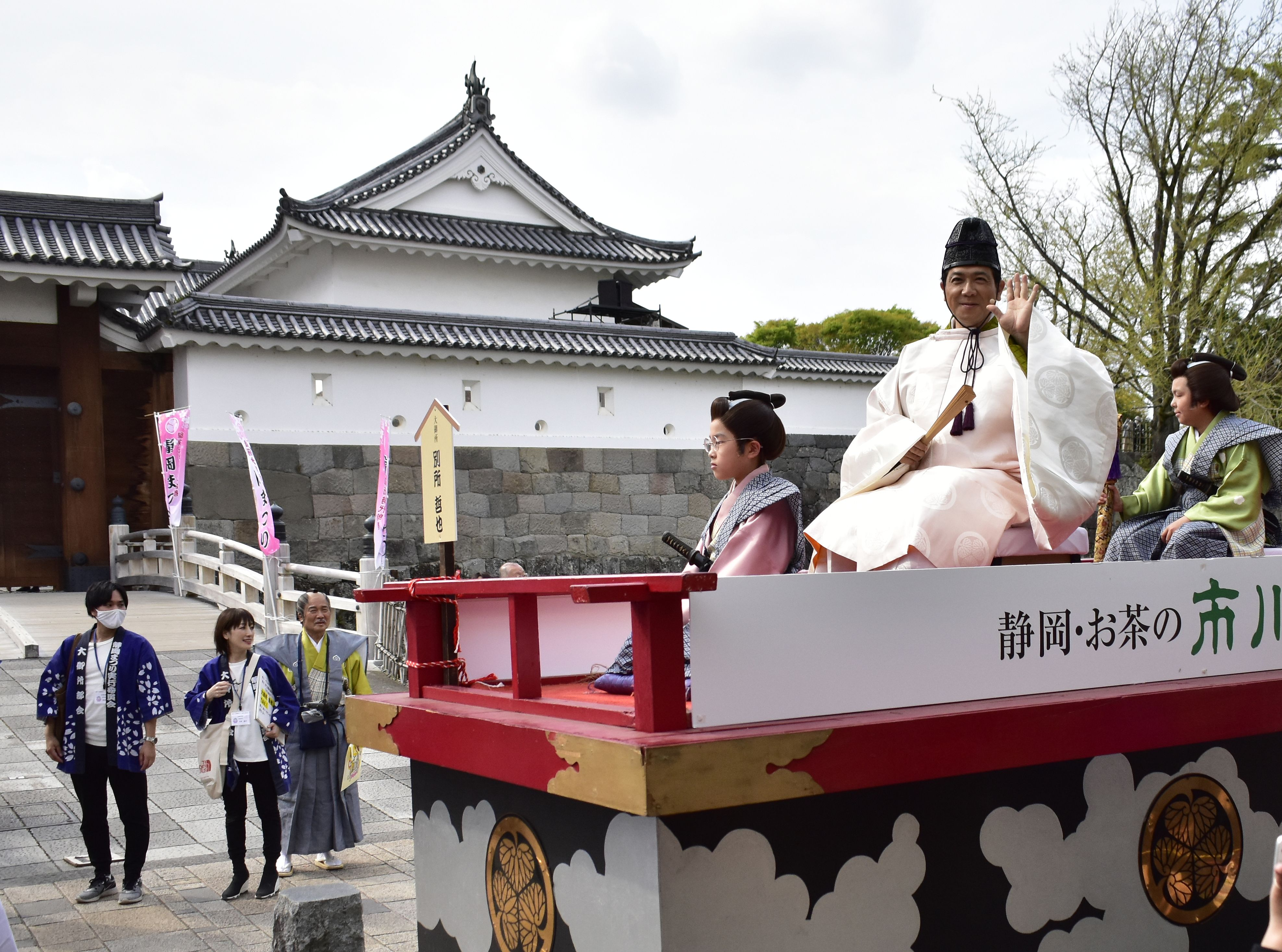
大御所
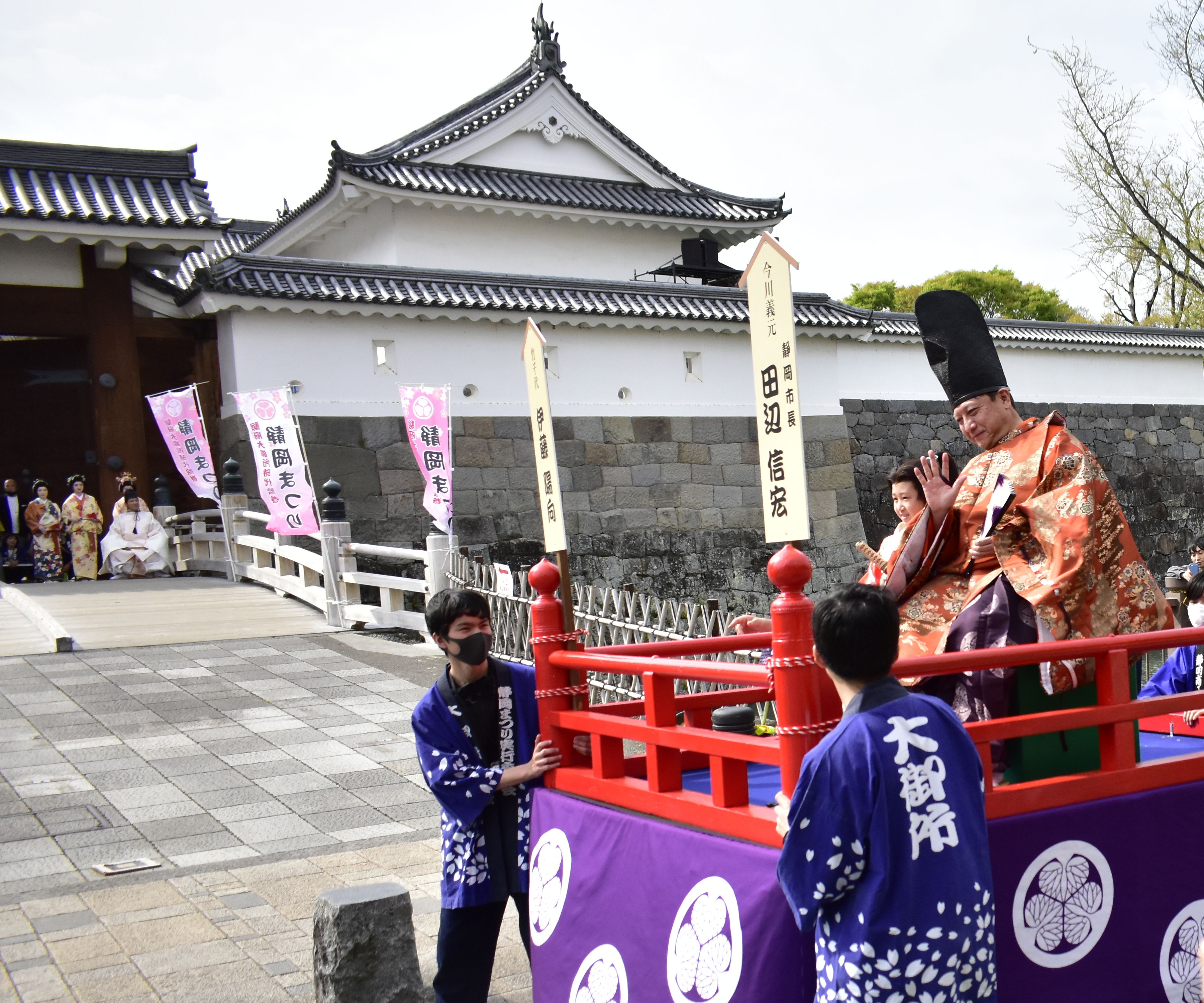
今川義元と竹千代
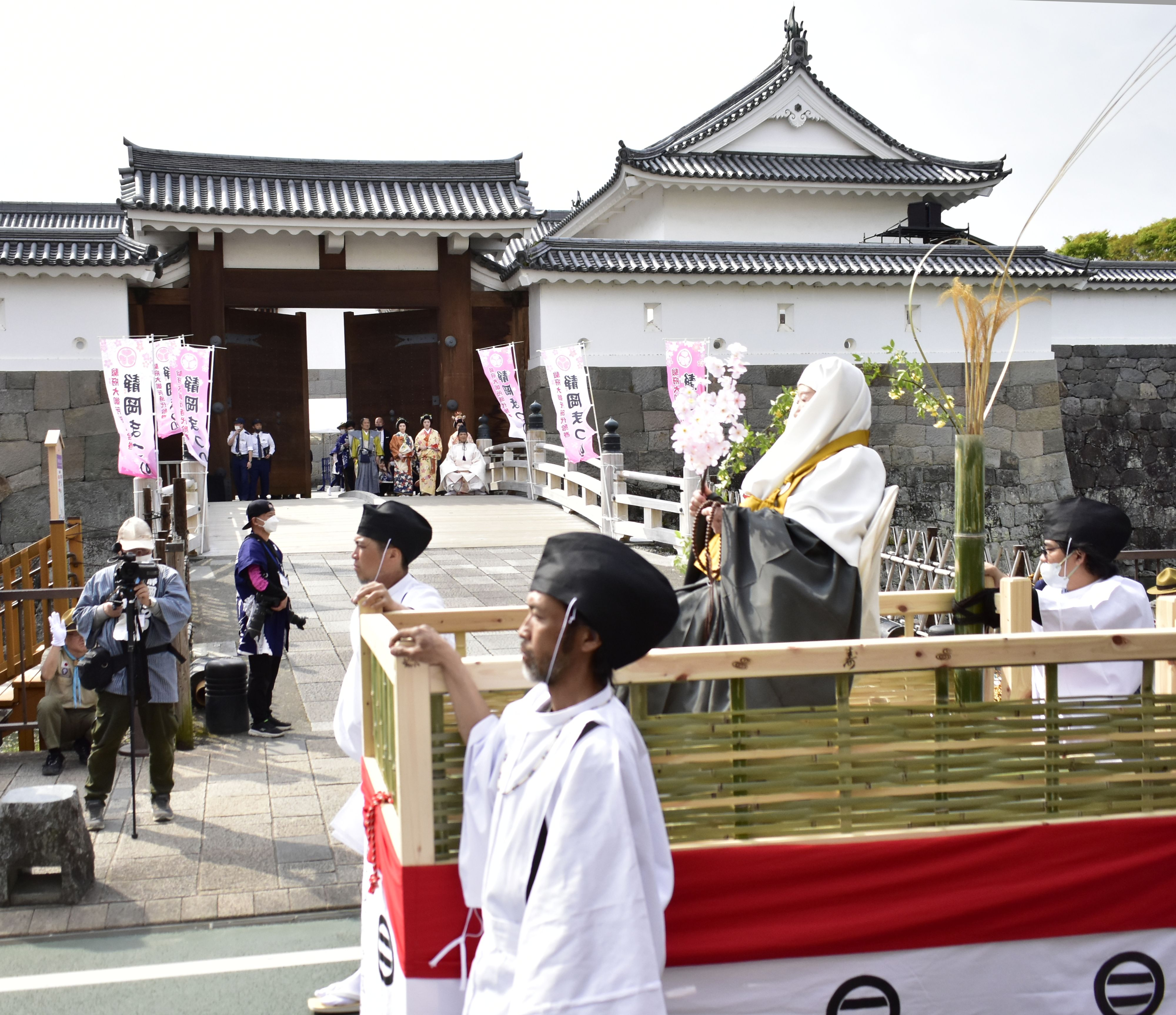
寿桂尼

※2011年は、東日本大震災の影響で、2020年は、新型コロナウイルスの感染の影響で、静岡まつりは中止となった。

### 夜桜乱舞

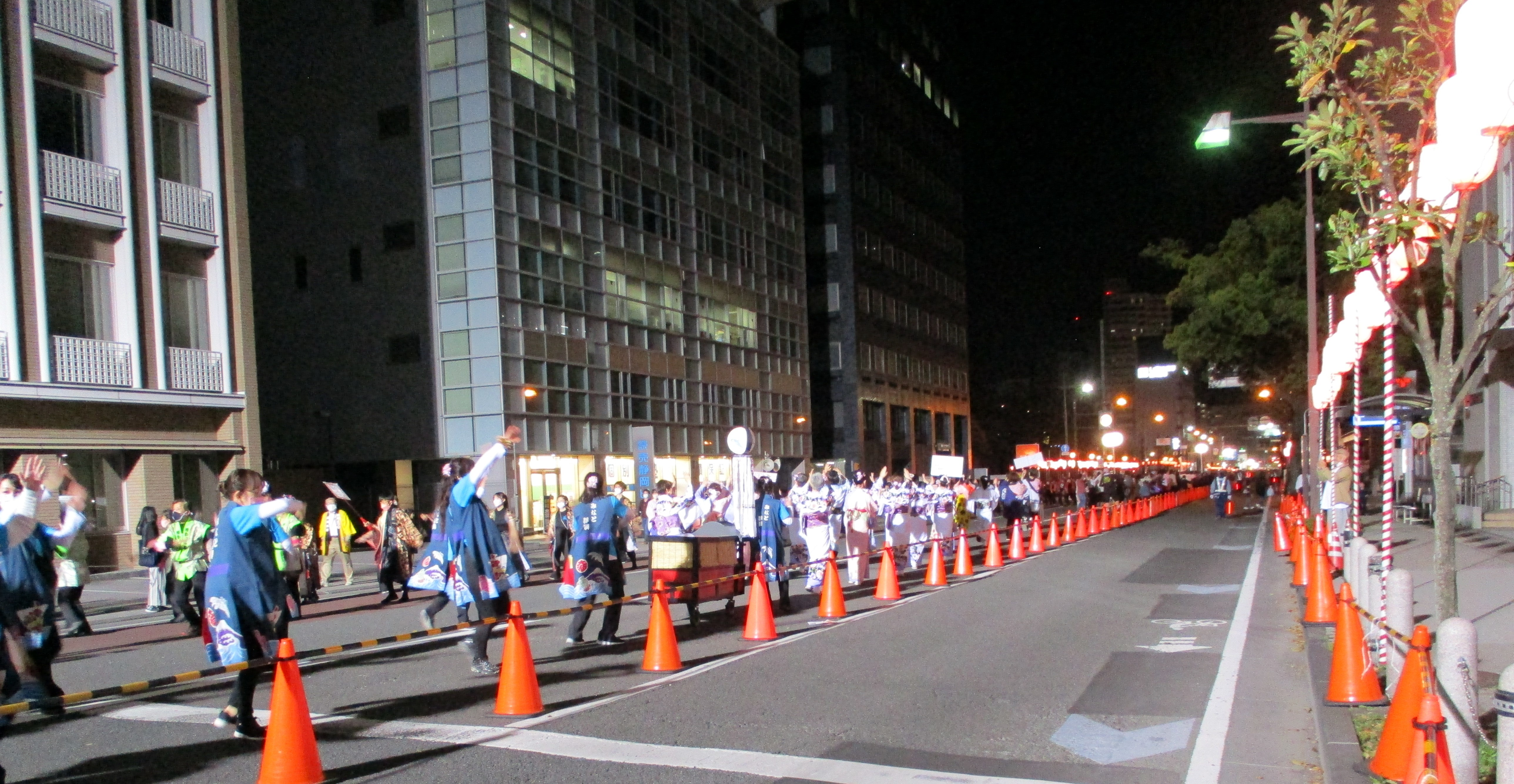
夜桜乱舞・総踊り（2023年）

駿府城下の追手町を舞台に、多くの市民が参加して家康が開いた花見の宴を盛り上げようと、市民参加型の踊り。2日目には「総踊り」、3日目には「城下さくら踊り」が何れも追手町会場にて行われる。
- 例年2日間で延べ1万人もの方が総踊りに参加する、市民参加型の行事である。

- 総踊りの曲は「平成ちゃっきり節」「さくら’96」「竹千代殿どん」「SAKURA Doo-Wap」「踊忘 ODOVO」の５曲。各曲ジャズアップバージョン、ジャズスローバージョン、日本舞踊バージョンがある。
- 1996年より開催されており、開催当初は「平成ちゃっきり節」「さくら’96」のみだった。
- 主な参加チームに「静岡大学よさこいサークルお茶ノ子祭々」「常葉大学 常大祭り組」「静岡英和女学院」「日本舞踊協会 静岡県支部」「静清信用金庫」「TOKAIグループ」などがある。
- 当日飛び入り参加できる「竹千代連」がある。事前に連に参加せずともこれを用いることで1人から総踊りに参加することが可能。
- 3日目は日本舞踊バージョン（「平成ちゃっきり節」「さくら’96」「竹千代殿どん」の3曲）のみとなる。
- 練習用CD・DVDが静岡市役所にて販売されており、YouTubeにも練習用動画が一部公開されている。
- 開催の約三か月前より、静岡市内の体育館などで夜桜乱舞公式練習会がインストラクターの指導の下行われている。
- 当日の会場の模様をケーブルテレビ「トコちゃんねる静岡」にて生放送・録画で放映される。

### 駿府登城行列
登城行列は2日目に行われ、大御所主催の花見に招かれた駿府の町民が時代衣装で着飾り、大御所への献上品を持ち大御所主催の花見に行進する市民参加型の行列である。行列のコースは、静岡駅の南側にある伊河麻神社を出発し、石田街道から静岡駅コンコース、呉服町通り、青葉公園、駿府城西門から駿府城会場へと登城する。尚、当日が雨天の場合は、行列は中止され翌日の3日目に行われる。

### その他
- 2011年は、同年3月11日に発生した東北地方太平洋沖地震を受けて被災地及びその関係者の心情等を考慮し、中止されることが公式に発表された[9]。
- 2020年の静岡まつりは、2019新型コロナウイルスの感染拡大リスクを考慮して中止した。また静岡浅間神社廿日会祭は神事のみ実施、稚児行列等の催事は一切中止される。
- 2020年（令和2年）10月31日-11月3日の四日間、新型コロナウイルスの感染拡大によって中止となった「大道芸ワールドカップin静岡」や「清水みなと祭り」等の静岡市のイベントと官民共同の開催で、駿府城公園と青葉シンボルロードに於いて「静岡まつり秋の陣・Shizuoka Oneheart Days」として、春に中止を余儀なくされた静岡まつりの代替となるイベントを開催した。この日程は本来は「大道芸ワールドカップn静岡」の開催を予定していた日程だった。翌2021年は10月9日(初日は飲食ブースのみ開催)-10月31日に開催されたが、2021年は参加する団体が前年より大幅に減った状態での開催となっている。
- 2020年（令和2年）11月16日、「第65回静岡まつり」を2021年（令和3年）4月2日-4日に開催すると発表した[10]。2021年（令和3年）2月28日、「第65回静岡まつり」を、感染拡大対策を行った上で「大御所花見行列」、「市民総踊り・夜桜乱舞」等の催事を取り止め、駿府城公園内及び青葉シンボルロードでのステージイベントを主体にする等規模を縮小して開催する事を発表[11]。
- 2021年11月18日、「第66回静岡まつり」を、2022年（令和4年）4月1日-3日に開催すると発表、また静岡流鏑馬の150年ぶりの復活を発表した[12][13]。
- 一時「富士山コスプレ世界大会」とのコラボレーションによって、「登城行列」へのコスプレイヤーの参加や、コスプレステージイベントが開催されたが、静岡まつりの実行委員会側が「徳川家康が家臣を引き連れて花見を行ったことに因む時代絵巻」という静岡まつりのコンセプトを提示し、和装キャラクターでの参加を求めていたにもかかわらず、そのコンセプトとは全く相容れない和装ではないキャラクターのコスプレを行うコスプレイヤーが多数現れたことや、駿府城公園内等の立入禁止区画に勝手に立ち入って撮影を行ったり、指定された更衣室以外の場所で着替えやメイクを行うなど、マナー違反行為を行う参加者が多発し多くの苦情が静岡まつり実行委員会側に寄せたこと、また富士山コスプレ世界大会の実行委員会がそれらの事象に対して何ら対処を行わなかったため、富士山コスプレ世界大会が静岡まつり実行委員会から以後のコラボレーションを拒絶される事態を招いている。結局2017年の三回目開催を最後にこれ以後、静岡まつり会場内に於いてコスプレイベントは一切行われなくなっている。尚、このコラボレーションが富士山コスプレ世界大会側からオファーがあったものか、静岡まつり側からのオファーであったのかは明らかではない。
- 静岡まつりが始まってからは長らく静岡市が主導となって企画、運営がなされていたが、後に市民ボランティアが中心となった「静岡まつり実行委員会」が立ち上げられ、行政主導から市民主導のイベントに移行している。しかし一方で、静岡まつりの起源ともなった静岡浅間神社廿日会祭との乖離が顕著となり、一時は双方が対立する状況ともなったが、後に双方が再び歩み寄る形で共同での催事を行うことも増えている。

## 脚註
1. 1 2 3 4 5 6 7  『第67回 静岡まつり公式案内書』静岡まつり実行委員会、2023年11月7日閲覧
2. ↑  『静岡まつり』「第67回 静岡まつりの来場者総数は93万人でした」静岡まつり実行委員会、2023年4月2日、2023年11月7日閲覧
3. 1 2 3 4 5 6 7 8 9 10 11 12 13 14 15 16 17 18 19 20 21 22 23 24 25 26 27 28 29 30 31 32 33 34 35 36 37 38 39  “第67回 駿府大御所時代絵巻 静岡まつり”. 静岡まつり実行委員会、静岡市、静岡市自治会連合会、静岡商工会議所 (2023年3月). 2023年3月8日閲覧。
4. 1 2 3 4 5 6 7 8 9 10 11 12 13 14 15 16 17 18 19  『静岡の年輪 下』「静岡まつり」毎日新聞社編、1972年、2023年4月6日閲覧
5. ↑  今川義元の母　寿桂尼も登場　葵区・簾野さん務める　静岡まつり 静岡新聞 2023年4月4日閲覧
6. ↑  静岡まつり史上初の女性が務める大御所役となった。
7. ↑  当時の静岡市長。前年までは大御所役を2日目は一般からの公募、3日目は静岡市長が務めていた。
8. 1 2  前年の中止に伴い、同年の大御所役に決定していた2人を翌年に起用した。
9. ↑  第55回静岡まつり開催中止について 静岡まつりオフィシャルブログ 2011年3月17日閲覧
10. ↑  “第65回静岡まつりの開催日が決定”.   静岡まつり実行委員会 (2020年11月17日). 2020年11月23日閲覧。
11. ↑  “第65回静岡まつりは縮小して開催されます”.   静岡まつり実行委員会 (2021年2月28日). 2021年3月3日閲覧。
12. ↑  “第66回静岡まつり”.   静岡まつり実行委員会 (2021年11月18日). 2021年11月21日閲覧。
13. ↑  「静岡流鏑馬プロジェクト始動」、静岡まつり実行委員会、2021年11月21日閲覧